# Jaume Antoni Serra
Jaume Antoni Serra (Sa Pobla, s. XVII - Palma, 1776) fou un mercedari, teòleg i escriptor religiós mallorquí.
Estudià a València, l'any 1717 fou nomenat prior del convent de Palma i el 1742 fou provincial dels mercedaris.
Escrigué, segurament entre altres obres inèdites:
- Mistica Ciudad de Dios ideada en el gran Doctor de la iglesia el glorioso padre i Patriarcha S. Agustin... Palma 1716
- Sermon panegírico del bienaventurado Raymundo Lull protector de la Universidad de Palma... Mallorca 1729.